# مرغ حق (مجموعه تلویزیونی)
مرغ حق یک مجموعه تلویزیونی محصول سال ۱۳۶۵ به کارگردانی حسین مختاری و مسعود فروتن، نویسندگی پرویز زاهدی و تهیه‌کنندگی می‌باشد که از شبکه پخش شد.

## خلاصه داستان
داستان سریال «مرغ حق» دربارهٔ زندگی، فعالیت سیاسی و کشته شدن سید حسن مدرس است.

## بازیگران
- هادی اسلامی در نقش سید حسن مدرس
- دانیال حکیمی در نقش رضاخان
- مجید جعفری در نقش سید ضیا ءالدین طباطبایی
- جمشید اسماعیل خانی در نقش احمدشاه قاجار
- شمسی فضل الهی در نقش همسر مشیرالدوله
- هادی مرزبان در نقش مشیرالدوله
- محمود عزیزی در نقش احمد قوام
- بهرام ابراهیمی در نقش محمدحسن میرزا ولیعهد
- رضا فیاضی در نقش تدین
- حسین سحرخیز